# David Kirk
David Edward Kirk (Wellington, 5 ottobre 1960) è un ex rugbista a 15, allenatore di rugby a 15 e dirigente d'azienda neozelandese, capitano degli All Blacks che vinsero la Coppa del Mondo di rugby 1987.

## Biografia
Nato nella capitale neozelandese nel 1960, David Kirk iniziò a giocare a rugby al Whanganui Collegiate; si trasferì nel 1980 a Dunedin per studiare medicina all'Università di Otago e nel 1982 entrò nella locale formazione provinciale, in cui rimase fino alla laurea.
Cambiò squadra provinciale nel 1985 quando si stabilì ad Auckland e si mise quasi subito in luce in ottica internazionale, perché il C.T. degli All Blacks Brian Lochore lo convocò per farlo esordire nei test di metà anno: il debutto fu il 1º giugno di quell'anno a Christchurch contro l'Inghilterra.
Un anno più tardi, nel 1986, Kirk fu tra i giocatori invitati dalla Federazione rugbistica del Sudafrica a disputare una serie di gare amichevoli in quel Paese in maniera non ufficiale (stante il bando internazionale per via dell'apartheid lì vigente), ma rifiutò l'invito proprio a pochi giorni dalla partenza del tour : fu l'unico, insieme a John Kirwan, a declinare l'offerta dei sudafricani, il che gli evitò la squalifica di due partite imposta dalla Federazione neozelandese a tutti coloro che avevano preso parte a tale serie di amichevoli.
Fu quindi il capitano dei Baby Blacks (una squadra che contava 11 esordienti) che batterono la Francia a Christchurch nel giugno del 1986, stante la squalifica di Andy Dalton, il capitano effettivo.
Kirk partecipò alla Coppa del Mondo di rugby 1987 che Australia e Nuova Zelanda organizzarono congiuntamente.
Inizialmente vice capitano dietro Dalton, quando questi si infortunò a una coscia prima dell'inizio del torneo si vide assegnato il ruolo di leader in campo, e in tale veste guidò la squadra a sei vittorie consecutive, compresa la finale; fu il primo capitano a sollevare la coppa del mondo. Kirk aveva 26 anni e 255 giorni quando vinse il mondiale e, ancora oggi, è il più giovane capitano ad aver guidato una nazionale alla vittoria della Coppa del Mondo.
A soli 26 anni la sua carriera era quasi terminata: disputò un solo ulteriore incontro internazionale, la Bledisloe Cup 1987 contro l'Australia, poi lasciò la Nuova Zelanda per conseguire un dottorato in discipline umanistiche in Inghilterra all'Università di Oxford.
Per la squadra di rugby dell'ateneo disputò due Varsity Match a Twickenham, nel 1987 e 1988, vincendo il più recente dei due.
Tornato in Nuova Zelanda, fu consigliere del primo ministro conservatore Jim Bolger e tentò anche la carriera politica nel Partito Nazionale, fallendo tuttavia la nomina a candidato al Parlamento per il suo collegio.
Tra il 1993 e il 1994 ebbe anche un breve periodo come allenatore della formazione provinciale di Wellington nel campionato nazionale.
Ha ricoperto diversi incarichi a livello dirigenziale, tra i quali quello di direttore generale di Fairfax Media, azienda editoriale australasiana dalla quale si dimise nel 2008 in polemica con alcune scelte della proprietà giudicate errate.
Dal 2009 è anche cittadino australiano per diritto di residenza.
Per i suoi meriti sportivi David Kirk fu insignito nel 1987 dell'onorificenza di Membro dell'Ordine dell'Impero Britannico, anche se lui si è sempre dichiarato repubblicano e sostenitore dello svincolo della Nuova Zelanda dalla monarchia britannica.

## Palmarès
- Coppe del mondo: 1
Nuova Zelanda: 1987